# 美しい男
『美しい男』（うつくしいおとこ）は、高口里純による日本のSF漫画、やおい漫画作品である。加倉井ミサイルがメカニックデザイン協力、作画協力をしている。
徳間書店の雑誌「Chara」に1995年12月号から2000年6月号まで連載された。コミックスは徳間書店より全6巻刊行されている。
同人誌「悪態」にて2000年から2004年にかけて、本編を補完するエピソードが書かれた小説、及び続編の漫画が発表された。
2011年6月26日より、同人誌で発表された二編の小説（『マリッツ将軍の特別休暇』『カリスマ』）の電子書籍販売が始められた。

## あらすじ
宇宙暦116年
- スカヤ軍エースパイロットM1、戦闘中に消息不明となる。
- M1の息子M2、ガンディ・レーベンスに引き取られる。

M2：16歳
- M2、空軍からテストパイロットの最高峰「グレイトキャリア」へ配属。

M2：17歳
- ガンディ・レーベンスの結婚。

M2：18歳
- 抜きん出た存在であるM2を他の「グレイトキャリア」から区別する為、「ダンスマニア」が出来る。
- M2、「グレイトキャリア」配属になったマリッツ・デュナンと同室になる。

宇宙暦126年 / M2：22歳
- M2、「グレイトキャリア」のボビー・ケサックと同室になる。
- 不世出のパイロットであるM2、ワイマール法（技術保存目的の半永久的コールドスリープ、当時非合法）を課せられ眠りにつく。

宇宙暦127年
- ヴォルヴィ・ベイ生まれる。

宇宙暦156年
- 惑星スカヤの殖民惑星ラムゼーでタリス軍がクーデターを起こす。
- M2、30年ぶりに目覚める。
- 「ダンスマニア」で四人のユニットチーム（M2、マロイ、クラウド、ステラスタ）が作られ、タリス軍を攻撃、クーデターを鎮圧する。
- 作戦完了後、M2眠る。

宇宙暦157年
- ワイマール法認可。
- 落ち延びたトールマンとタリス軍残党が不穏な動きを見せ始め、再びスカヤ軍とタリス軍との戦闘が起こりつつあった…。

## 登場人物
担当声優はドラマCDのキャスト。

### 惑星スカヤ・スカヤ防衛軍
最新鋭戦闘機「ミシャップ」を持つ。
「M2」 マリオン・リムスタイン
声：石田彰
22歳、階級：軍曹、「ダンスマニア」所属 「ダンスマニア」唯一人の一期生。
M2（エムツー）はコールサイン。22歳の時点でワイマール法（技術保存目的の半永久的コールドスリープ）により眠り続け、スカヤに軍事的危機が起きた時にだけ起こされる。最初のコールドスリープの前、マリッツの励ましにより空を飛ぶ事を選んだ。
マロイ・チハヤ
声：遠近孝一
18歳 -、階級：将校扱い、「ダンスマニア」所属。
最年少（15歳）で「グレイトキャリア」入りの天才パイロット。M2の唯一の後継者と評される。M2に憧れ、慕っている。29歳で事故で死亡。
ロイド・チハヤ
（宇宙暦197年）「ダンスマニア」チームリーダー。マロイの息子。
マイロン・チハヤ
（宇宙暦197年）マロイの孫息子。八歳。将来の夢はパイロット。
クラウド・ニールセル
声：家中宏
32歳 -、「ダンスマニア」所属。
飛行理論、データ解析を得意とするベテランパイロット。63歳で死亡。
クラウディア・N・バーナー
（宇宙暦197年）「ダンスマニア」所属。クラウドの娘。
ステラスタ・フォン・アーガイル
声：子安武人
22歳 -、「ダンスマニア」所属。
屈指のフライトセンスを誇る。チャーチス家の次男だが、長子ではないので養子に出された。36歳で暗殺され死亡。
マリッツ・デュナン
声：梁田清之
階級：将軍、スカヤ防衛軍総合作戦本部のトップ。
過去、M2から、実戦で自分を頼ってもらうような存在になろうとしていた。デュナン家は軍閥。67歳で死亡。
ボビー・ケサック
声：真殿光昭
階級：大佐、「ダンスマニア」直属の上官。
「グレイトキャリア」でM2と同期生。同室だったことがある。73歳で死亡。
ソーンダイク・チャーチス
空軍情報部の将校
チャーチス家（スカヤがひとつだけ庇護している王族）当主。ステラスタの兄。実はトールマンとチャーチス家に嫁いだペンネアータとの息子だった。ステラスタの出生も同様。逃走したタリス軍に連れ去られ、洗脳され、タリス軍の皇帝に擁立されるが、ステラスタによりタリス軍から奪還され、洗脳が解かれる。39歳で暗殺され死亡。
ラング・チャーチス
（宇宙暦197年）「ダンスマニア」所属。ソーンダイクの孫息子。
ジョージ・ハガティ
階級：少将、第七軍事要塞「ツイン・マークス」司令官。
士官学校の生徒だった17歳の時、初めて「グレイトキャリア」のエースパイロットだったM2に会い、M2がコールドスリープするまで追っかけをしていた。
ガンディ・レーベンス
声：大塚明夫
階級：少将、M2の養父。生涯悟られる事無くM2を所有しようと、M2にある事を施していた。
「M1」 マコーレー・リムスタイン
32歳、階級：少将。M1（エムワン）はコールサイン。
M2の父。「M1が飛ぶ時、スカヤは勝利する」という伝説のパイロットだったが、消息不明となる。宇宙暦158年、宇宙で氷の塊の中に、搭乗していた戦闘機と共に発見され、42年ぶりに蘇生される。
ラモン・D（デュナン）・ジュニア
24歳 -、階級：少佐、防衛軍空戦隊戦闘機部「メイン・メカニックチーム」スタッフ長。
マリッツ・デュナンの息子。父とは違うスタンスで、不世出のパイロットM2に関わろうとする。41歳で事故で死亡。
マリッツ・D（デュナン）・ジュニア
（宇宙暦197年）防衛軍統合作戦本部次席参謀長。ラモンの息子。名前を祖父からもらった。M2を目覚めさせる役を担うことになる。

### トールマン政権・タリス軍
スカヤの殖民惑星ラムゼーの反乱軍。最新鋭戦闘機「ライガー」を持つ。
トールマン
タリス軍の指導者。
ブレサス・トールマン
トールマンの息子。156年のクーデターの際、死亡。
ノイエ・トールマン
トールマンの娘。ソーンダイク、ステラスタの異母兄妹。
ブレサス・オーディン・チャーチス
（宇宙暦197年）「ダンスマニア」所属。ノイエの長男。
グレゴール・オーディン・チャーチス
（宇宙暦197年）「ダンスマニア」所属。ノイエの次男。
ゴフ・タイハン
トールマンの右腕。
ヴォルヴィ・ベイ
低温科学の専門家。コールドスリープにあるM2を洗脳した。また、ソーンダイクも洗脳した。

## ドラマCD
1997年6月25日発売。
スタッフ
- プロデューサー：朝倉薫、堀野光
- ディレクター：植村俊一、鈴木高雄
- 脚本：沙藤いつき
- 演出：朝倉薫
- 音楽：大川友章
- 音響効果：小林地香子

歌
ベルエール -美しい翼-
作詞：高口里純 / 作曲：菅井えり / 編曲：河内日出男 / 歌：菅井エリ
コールド・スリープ・ブルース
作詞：高口里純 / 作・編曲：河内日出男 / 歌：石田彰
スタンス
作詞：高口里純 / 作曲：遠藤正樹 / 編曲：河内日出男 / 歌：子安武人

## 書誌情報
『美しい男』〈徳間書店・Chara COMICS〉全6巻
1. 1996年10月発売、ISBN 4-19-960031-0
2. 1997年6月発売、ISBN 4-19-960047-7
3. 1998年2月発売、ISBN 4-19-960066-3
4. 1998年10月発売、ISBN 4-19-960082-5
5. 1999年9月発売、ISBN 4-19-960110-4
6. 2000年7月発売、ISBN 4-19-960132-5

## 同人誌発表作品
電子書籍化「小説 美しい男 番外編」
『マリッツ将軍の特別休暇』（小説）
スピンオフ作品。マリッツ・デュナンのエピソード。2000年5月3日発表。
『カリスマ』（小説）
物語を補完するエピソード。コミックス第6巻におけるM2とラモンとのストーリー。2000年8月11日発表。
未電子書籍化
『美しい男 -特別番外編-』1〜4
続編。その後のM2とマリッツ・D・ジュニアが描かれる。未完結作。
『恋にいたる病』（小説）
物語を補完するエピソード。コミックス第5巻でのクラウドとステラスタとのストーリー。